# 劫薪日3
《劫薪日3》是Starbreeze Studios开发、Deep Silver发行的第一人称射击游戏。游戏是《劫薪日2》的续作，为劫薪日系列的第三款游戏。游戏于2023年发行，对应PlayStation 5、Windows和Xbox Series X/S平台。据Metacritic统计，游戏获得「褒贬不一或中庸」的评价。